# Овечко, Дмитрий Витальевич
Дмитрий Витальевич Овечко (4 февраля 1971, Карталы, Челябинской обл.) — российский гребец, Мастер спорта России.

## Спортивная карьера
- Участник трёх чемпионатов мира (1994, 1995, 1999)[2]

- Участник Олимпийских игр 2000 года в соревнованиях лёгких двоек парных, Обладатель лицензии на участие в Олимпийских Играх в Атланте в 1996 г.
- Четырёхкратный чемпион России по академической гребле.[3][4]
- Обладатель рекорда гребного канала в Крылатском с 1999 г. в классе двоек парных лёгкого веса с результатом 6.19.06[3]
- 2002—2025 г. : 201-кратный Победитель Международных соревнований по академической гребле в категории Masters (World Masters Games, World Masters Regatta, European Masters Games, European Masters Regatta и др.).[5][6][7][8][9][10][11][12][13]
- 2017 г. Вместе с командой гребного клуба «Динамо» стал обладателем Кубка WORLD ROWING MASTERS CLUB TROPHY[7]
- 2018 г. Вместе с командой гребного клуба «Динамо» стал обладателем Кубка EURO MASTERS REGATTA 2018 BEST CLUB-MEN
- 2019 г. Вместе с командой гребного клуба Адмирала Ушакова стал обладателем Кубка WORLD ROWING MASTERS CLUB TROPHY[8]
- 2023 г. Вместе с командой гребного клуба «Царвена Звезда» Белград Сербия стал обладателем Кубка MEN’S CLUB  TROPHY 2023 WORLD MASTERS REGATTA

## Образование
2008—2009 г. Финансовая академия при Правительстве Российской Федерации (Программа: «Подготовка управленческих кадров для организаций народного хозяйства Российской Федерации»).
1989—1994 г. Московская медицинская академия им. И. М. Сеченова (Специальность: Фармация. Профессия: Провизор)

## Семья
Супруга — Овечко Анна Александровна, 1984 г.р.
Дети — Мария, 1996 г.р.(от первого брака), Денис, 2002 г.р.(от первого брака), Дарья, 2015 г.р., Анастасия, 2017 г.р.,Диана, 2023 г.р.

## Работа
2001 — по настоящее время. Бизнесмен, предприниматель, учредитель и руководитель.
1998—2001 гг. Генеральный директор ООО «Некст Фарма»
1996—1996 гг. Заместитель директора аптечного склада ЗАО «Айпара»
1992—1996 гг. Инструктор по спорту (академическая гребля) ЦСК ВМФ.
1989—1998 гг. Санитар в операционном блоке ЦКК 1-го Московского Медицинского института им. И. М. Сеченова